# ساروج

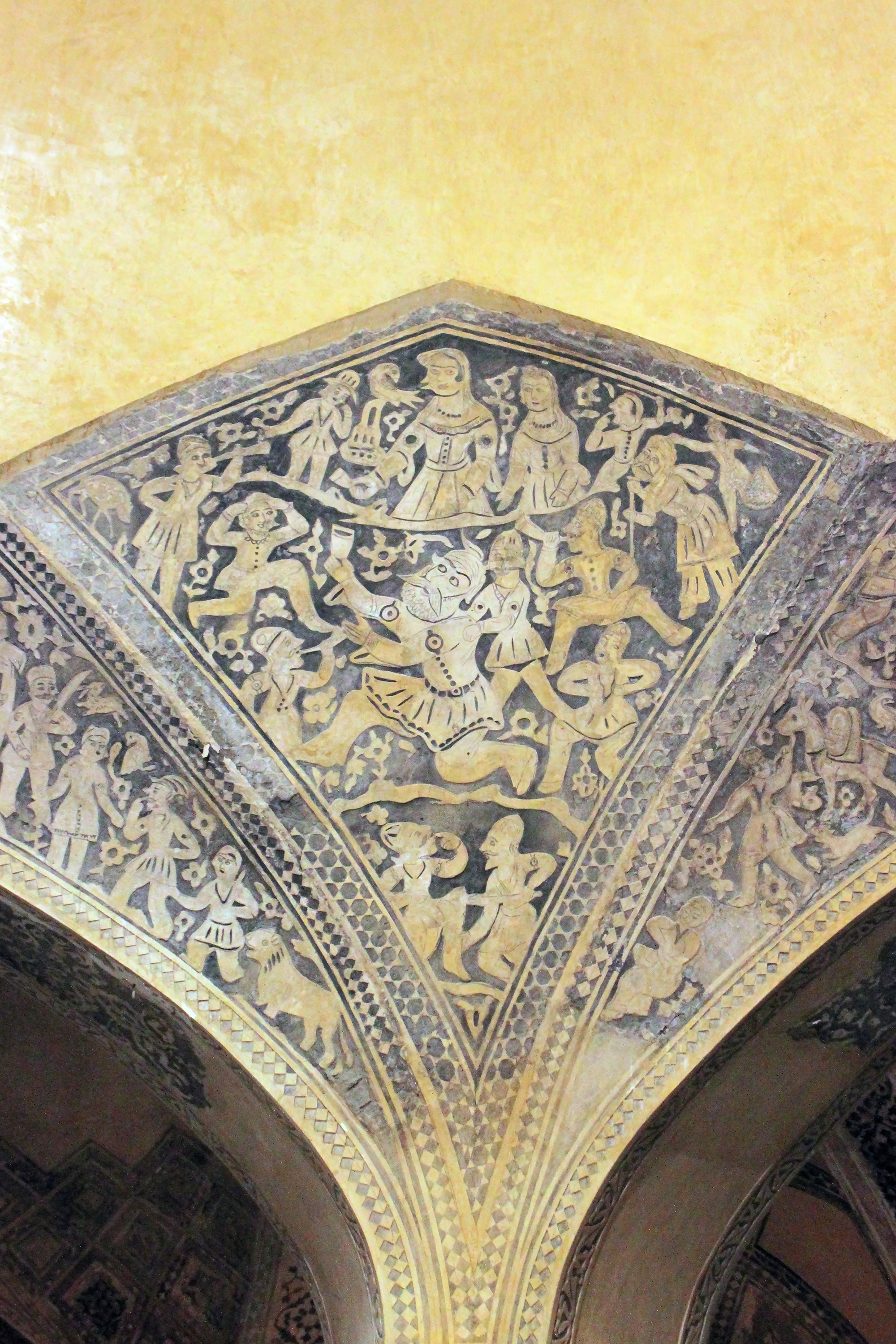
نقش‌ونگارها و دیواره‌های حمام وکیل در شهر شیراز که از جنس ساروج است.

ساروج (از پارسی: چاروک) نوعی ملات سنتی و ضدآب است که در معماری ایرانی کاربرد زیادی داشته‌است. این ماده از ابتکارات معماران ایرانی در دوران بسیار کهن است و معمولاً در ساخت پل‌ها، آب انبارها و یخچال‌ها مورد استفاده قرار می‌گرفته‌است. برای ساختن آن نخست خاک رس و آهک را به نسبت شش و چهار مخلوط می‌کنند و گلی سفت می‌سازند و دو روز آن را ورز می‌دهند.
بعد، قسمتی از سربارهٔ کوره‌های حمام را با مقداری مواد الیافی لوئی (گیاه) (تخم و پرزهای نوعی نی است) و گاهی تخم‌مرغ به آن اضافه می‌کنند و مخلوط تازه را با چوب‌هایی به قطر ده سانتی‌متر می‌کوبند تا به خوبی باهم عجین شوند.

## مواد تشکیل دهنده ساروج
آهک شکفته، خاک رس، ماسه بادی، خاکستر حاصل از کودهای حیوانی یا گیاهی، الیاف (موی حیوانات)، آب و در برخی از موارد نادر، سفیده تخم مرغ و شیر، از مواد اولیه ساروج به شمار می‌روند. طرز تهیه ساروج در مناطق مختلف ایران متفاوت است. به همین دلیل، مواد اولیه آن نیز در هر یک از این مناطق با یکدیگر تفاوت‌های جزئی یا کلی دارند.

## انواع ساروج
ساروج ملات آهک آبی سنتی ایران است که به دو روش سرد و گرم تولید می‌شده‌است.

### ساروج گرم
در روش گرم، کلوخه‌های سنگ آهک رس‌دار را می‌کوبیدند تا نرم شود سپس، خاک به‌دست‌آمده را با کاه و پِهِن و آب مخلوط می‌کردند. پس از آن، گل به‌دست‌آمده را روی زمین با ضخامت ۱۰ سانتی‌متر پهن کرده و بعد از خشک شدن، قطعه‌های خشک‌شده را می‌پختند. در نهایت، هنگامی‌که قطعه‌ها پخته شد آن‌ها را آسیاب می‌کردند. محصول به دست آمده رنگ لیمویی یا قهوه‌ای روشن داشت که ساروج گرم نامیده می‌شد.
ساروج گرم در جنوب ایران در کنارهٔ شمالی خلیج فارس به‌کار می‌رفته‌است.
مشهورترین ساروج متعلق به بندر خمیر است.

### ساروج سرد
در روش سرد، ساروج از مخلوط‌کردن آهک شکفته، خاکستر، ماسهٔ بادی، خاک رس و لوئی یا مغز نی ساخته می‌شد. (بنابر موارد کاربرد مختلف، ممکن بود افزودنی‌های دیگری همچون موی بز یا گوساله یا انسان، سفیدهٔ تخم‌مرغ، چربی گوساله و… به آن ترکیب افزوده شود).
ترکیبات آهک شکفته ۱۰ واحد، خاکستر ۷ واحد، خاک رس ۱ واحد، ماسه بادی ۱ واحد و لوئی ۳۰ الی ۵۰ کیلوگرم است.
برای قوام به آن خاک رس می‌زنند.
ماسهٔ بادی نقش پرکنندگی دارد و لوئی برای جلوگیری از ترک‌خوردگی است. این ملات، یک ملات کندگیر است.

## اهمیت ساروج
در دروان گذشته، ساروج از اهمیت خاصی برخوردار بوده و جهت ساختن حوض، پل، آب‌انبار، برکه گرمابه و بنای خانه و سد کاربرد داشته‌است.
ساروج یکی از مصالح قدیمی مصرف‌شده در ایران و بعضی کشورهای کنارهٔ خلیج فارس می‌باشد که تاریخ شروع کاربرد دقیق آن را نمی‌توان حدس زد، ولی نمونه‌هایی ۷۰۰ ساله از ساروج هم‌اکنون در نقاط مختلف ایران یافت می‌شوند. در کلیهٔ ساروج‌ها از شن و ماسه و آهک و سفیدهٔ تخم‌مرغ استفاده می‌شده‌است.

## روش تشخیص ساروج
تشخیص ساروج کار راحتی نیست، اما این بدان معنا نیست که نمی توان آن را به طور کامل تشخیص داد. از آنجایی که در طبیعت ترکیب‌های سخت زیادی وجود دارد و با اطمینان نمیتوان آن ها را ساروج نامید اما آزمایش‌هایی وجود دارد که می توان به وسیله ی آن ها ساروج را تشخیص داد. ساده ترین راه حل این است که به محلی که فکر می‌ کنید حاوی ساروج است، با کفش ضربه زده و چندین بار به تکرار این کار بپردازید.
در صورتی که جرقه ای مشاهده کردید، در آنجا ساروج وجود دارد. روش دیگر استفاده از اره می باشد، یعنی سطح مورد نظر را به وسیله اره خراش دهید، اگر به صورت پودر شد، آن ترکیب ساروج است. همچنین برای تشخیص ساروج می توانید بر روی سطح مورد نظر ترکیبی از آب و بنزین بریزید، در صورتی که بعد از ریختن سطح مورد نظر سیاه شد، ساروج در آن جا وجود دارد.
به طور خلاصه برای تشخیص ساروج یکی از راه های زیر را امتحان کنید:
1. ضربه زدن به سطحی است که فکر می کنید از ساروج پوشیده شده است. اگر در زمان ضربه زدن با کفش جرقه در نقطه مورد نظر مشاهده کردید یعنی از ساروج استفاده شده است. 
2. استفاده از اره برای خراش دادن سطح پوشیده شده از ساروج است. اگه در محل تماس اره پودری ایجاد شد می توان گفت ترکیب مورد استفاده در آن نقطه ساروج است.
3. استفاده از ترکیب آب و بنزین در محل پوشیده شده با ساروج است. در صورتی که سطح مورد نظر سیاه شد نیز نشان دهنده استفاده از ساروج در آن نقطه است.

## روش های شکستن ساروج
روش‌های مختلفی برای شکستن ساروج وجود دارد. این ماده را می‌توان توسط روش‌های فیزیکی یا شیمیایی شکست.
شکستن ساروج به روش فیزیکی
اولین روش برای شکستن ساروج، وارد کردن ضربه به آن توسط میله یا پتک است. البته در برخی از موارد، این روش کارساز نیست و ساروج به راحتی شکسته نمی‌شود. در این حالت، روش‌های دیگری نظیر  بلک پاور و کتراک به کمک ما می‌آیند:
1. بلک پاور : ماده انبساط سریع است که تخریب را خیلی سریع همانند مواد انفجاری انجام می دهد ولی ماده انفجاری و خطرناک نمی باشد . برای استفاده از این مواد نیاز به حفر سوراخ بروی کار می باشد .
۲. کتراک یا راکتن: در این روش، ابتدا در یک ردیف حفره‌هایی درون ساروج ایجاد شده و مخلوطی از آب و کتراک را به درون حفره ها تزریق می‌شود. این مخلوط با گذشت زمان افزایش حجم می‌دهد و با اعمال فشار از داخل به خارج، ساروج را می‌شکند.
شکستن ساروج به روش شیمیایی
یکی دیگر از روش‌های تخریب ساروج، استفاده از مواد شیمیایی است. این مواد عبارت هستند از:

۱. حلال ساروج اف ال ۲ و ۳ : ماده‌ای مخصوص حل کردن سنگ و ساروج است که که در طول ۲۴ ساعت بین ۳۰ تا ۴۰ سانتیمتر عمق تخریب دارد .
۲. حلال فلوریکا : ماده ای ترکیبی و اسیدی که می تواند در طول ۱۲ ساعت تا عمق ۶۰ سانتیمتر بروی سنگ و ساروج نفوذ داشته باشد.

## ساروج در کشورهای دیگر
از کشورهای دیگری که ردپایی از ساروج در آن‌ها یافت شده، می‌توان به افغانستان، کشور پادشاهی عمان و کشور یمن اشاره کرد. در دانشگاه‌های کشور عمان، به ساروج به عنوان یک ملات نگریسته می‌شود. در دانشگاه سلطان قابوس عمان، حتی مقاله‌هایی نیز در این زمینه ارائه گردیده‌است. تا اوایل دههٔ هفتاد در خیلی از روستاهای ایران به‌خصوص در حاشیهٔ زاگرس، از ساروج به عنوان ملات اصلی برای سنگ‌چینی خانه‌ها و پلاستر داخل اتاق‌ها استفاده می‌شد. در روستای سرمله ارغون دشتستان در استان بوشهر، خانه‌های ساروجی که در دههٔ هفتاد ساخته شده هم‌اکنون در حال استفاده‌اند.
در افغانستان هم‌اکنون از این ملات استفاده می‌شود.برای مثال در سال ۱۳۸۴ برای تعمیر و بازسازی باغ بابر در کابل هنگام ساخت حوضچه و آب‌نمای پلکانی از ساروج استفاده شده‌است. برای این منظور بر محیط دایره‌ای به قطر ۱۰ متر مربع چاله‌ای به پهنای نیم‌متر و عمق نیم‌متر کنده و داخل آن مصالح لازم شامل خاکستر، آهک، ماسه ریز، خاک سرخ و آب ریخته و سپس چرخ سنگی (مشابه لاستیک خودرو) که توسط چند نفر با طناب کشیده و داخل گودال نیم‌متری چرخانده می‌شد و یک نفر پس از عبور چرخ سنگی، مصالح کوبیده‌شده را با بیل زیر-و-رو می‌کرد تا دوباره چرخ سنگی از روی آن بگذرد و به این ترتیب مدت زیادی ملات ورز داده می‌شد.
سپس ملات آماده در محل آن استفاده و روی آن گونی خیس می‌انداختند. استادکاران افغان معتقد بودند این ملات از سیمان محکم‌تر است. آن‌ها با وجود در دسترس بودن سیمان برای ساخت حوض آب با زحمت زیاد تهیهٔ ساروج را برگزیده‌اند.

## نگارخانه

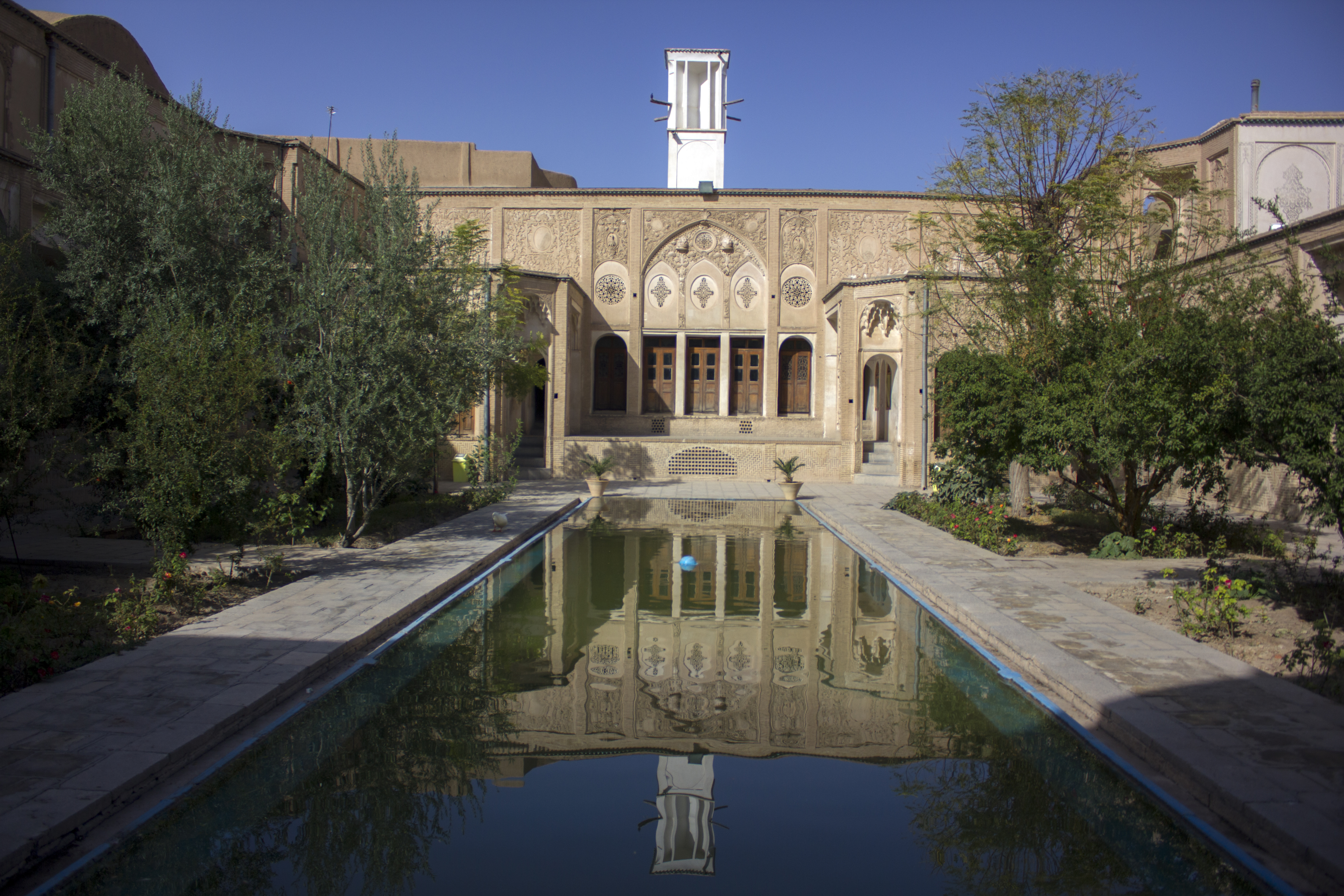
نمای بیرونی اصلی بروجردی‌ها در کاشان از جنس ساروج
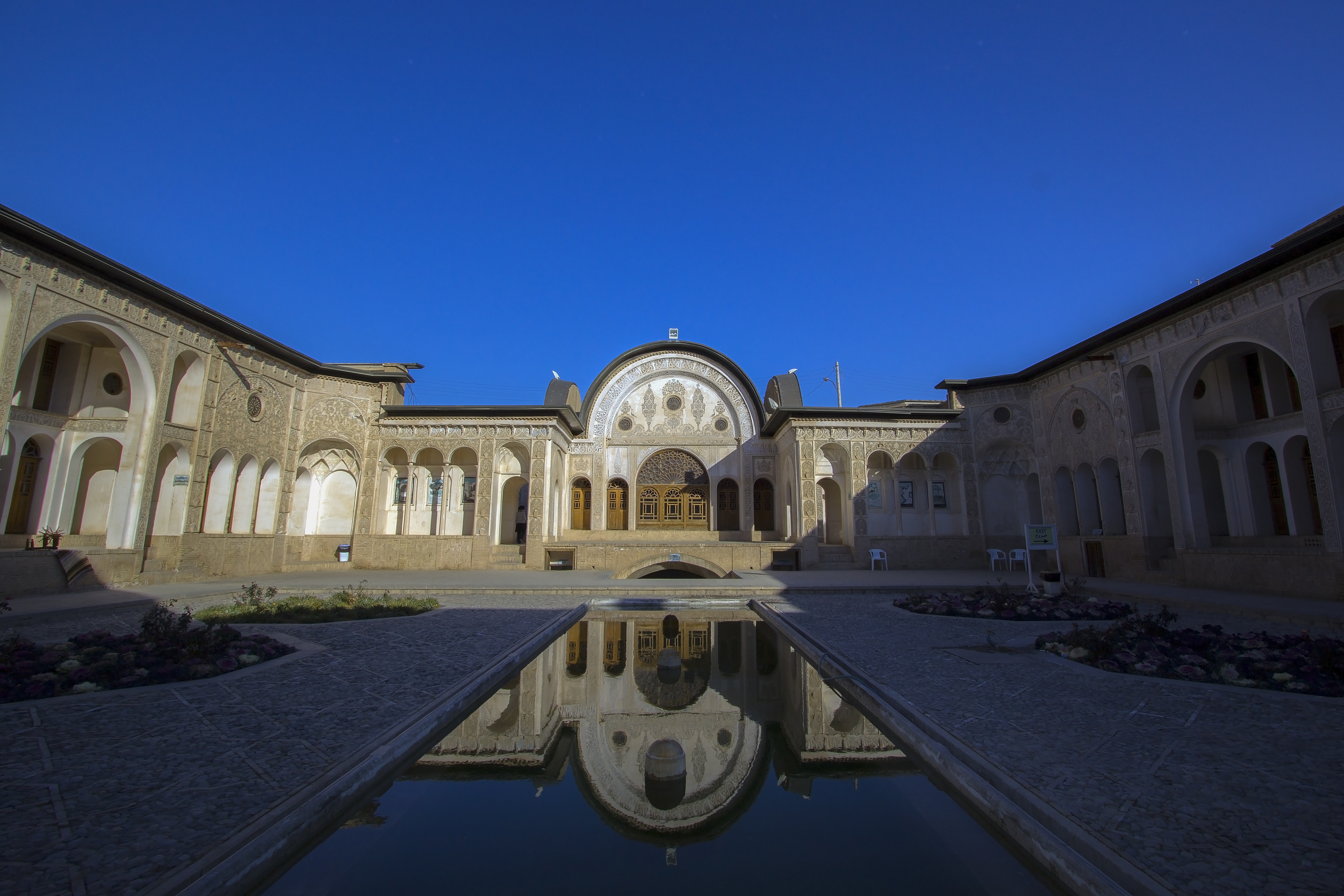
نقش و نگارهای ایوان اصلی حیاط طباطبایی‌ها در شهر کاشان از جنس ساروج
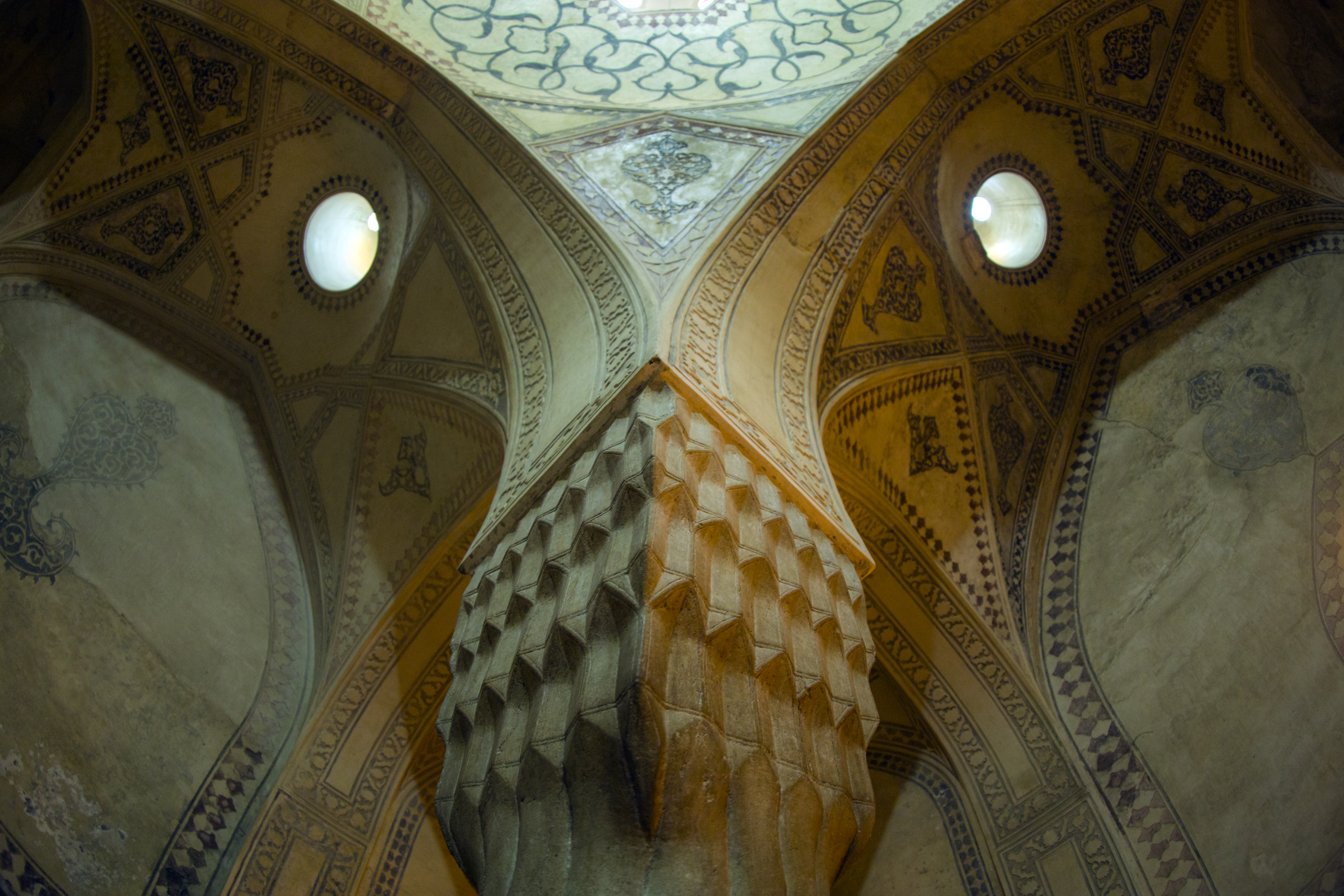
دیواره‌هایی از جنس ساروج در حمام حمام ارگ کریم‌خان در شیراز
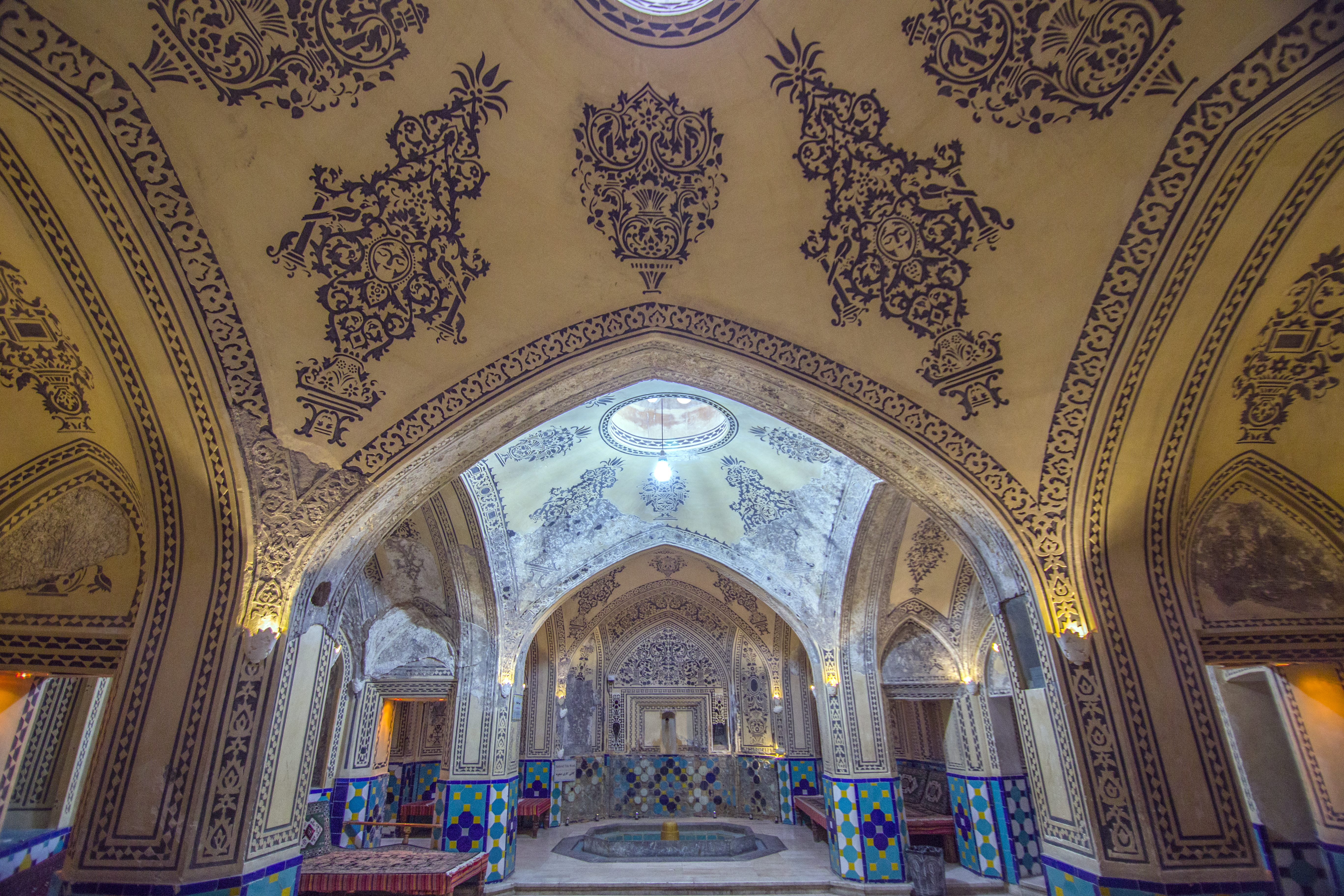
دیواره‌های حمام سلطان امیر احمد در شهر کاشان از جنس ساروج
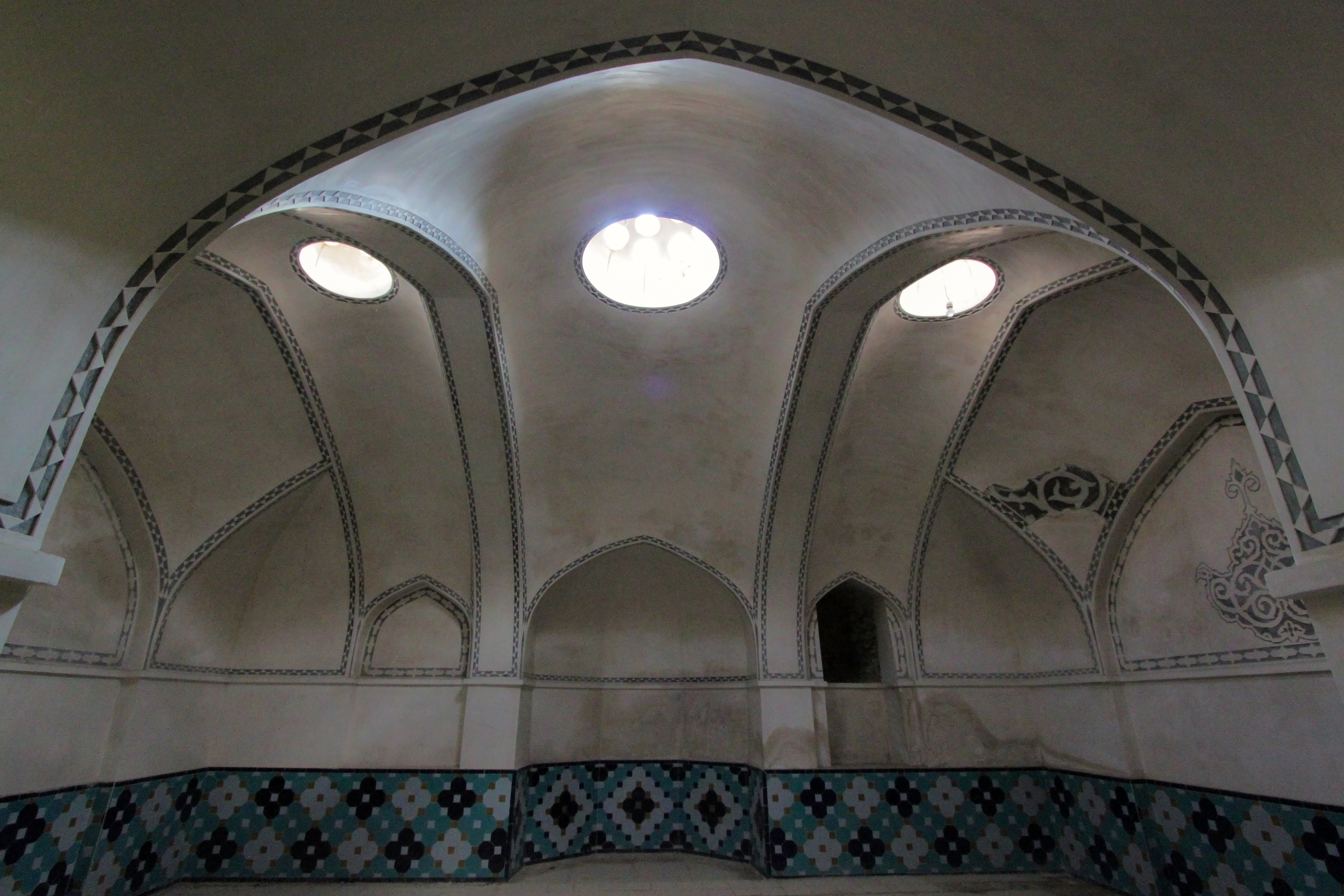
دیواره‌های فین کاشان از جنس ساروج

## فهرست منابع و مآخذ
- محمدیان، کوخردی، محمد، “ «به یاد کوخرد» “، ج۲. چاپ اول، دبی: سال انتشار ۲۰۰۳ میلادی.
- بیکدلی علیرضا، «افغانستان جایی برای دوست داشتن، یادداشت‌ها و خاطرات».
- محمد، صدیق «تاریخ فارس» صفحه‌های (۵۰–۵۱–۵۲–۵۳)، چاپ سال ۱۹۹۳ میلادی.